# Ken Ludwig
Ken Ludwig, pseudonimo di Kenneth D. Ludwig (York, 15 marzo 1950), è un drammaturgo e regista statunitense.

## Biografia
Ken Ludwig è nato a York, in Pennsylvania, si è diplomato alla York Suburban Senior High School, poi ha frequentato l'Haverford College (teoria musicale e composizione), l'Università di Harvard (dove ha studiato musica con Leonard Bernstein), la Harvard Law School e il Trinity College di Cambridge, dove ha conseguito il Bachelor of Laws in Diritto internazionale nel 1975 e nel 1976 lo Juris Doctor ad Harvard. Nel 1976 inizia la collaborazione con uno studio legale di Washington e nello stesso tempo scrive i primi testi teatrali.
La sua prima commedia, Divine Fire, è stata rappresentata nel 1979 al Kennedy Center di Washington. Il primo successo arriva con la commedia Lend Me a Tenor, rappresentata al Globe Theatre di Londra nel 1986, poi proposta al Royale Theatre di New York nel 1989, dove ha ricevuto buone critiche e sette candidature ai Tony Award vincendone due.
Il suo secondo successo è stato il musical Crazy for You, presentato a Broadway dal 1992 al 1996 e premiato con tre Tony Award, due Drama Desk Award e cinque Outer Critics Circle Award. Presentato anche a Londra nel 1993, per tre anni, e premiato con tre Laurence Olivier Awards.
Moon Over Buffalo ha debuttato nel 1995 al Martin Beck Theatre di New York per 309 repliche, interpretato da Philip Bosco e
Carol Burnett. Nel 2001 è stato presentato all'Old Vic di Londra con il titolo Over The Moon con interpreti Frank Langella e Joan Collins.
Ha scritto i testi del musical The Adventures of Tom Sawyer, presentato a Broadway nel 2001 per sole 34 repliche.
Il testo teatrale Shakespeare in Hollywood, commissionato dalla Royal Shakespeare Company, ha debuttato nel 2003 all'Arena Stage di Washington, premiato con l'Helen Hayes Award alla migliore opera teatrale dell'anno.
Del 2004 l'adattamento di Twentieth Century, un classico moderno di Ben Hecht e Charles MacArthur, rappresentato all'American Airlines Theatre di New York nel marzo-giugno 2004, con Alec Baldwin e Anne Heche.
La commedia Leading Ladies, dopo il pre-debutto Cleveland Play House (settembre 2004), è stata presentata all'Alley Theatre di Houston (ottobre 2004).
Nel 2005 la commedia Be My Baby viene presentata all'Alley Theatre di Houston, interpretato da Hal Holbrook e Dixie Carter, diretti da John Rando
. 
Nel 2004 gli eredi di Thornton Wilder, che nel 1939 aveva incominciato un adattamento di The Beaux' Stratagem (Lo stratagemma dei bellimbusti) di George Farquhar, hanno incaricato Ludwig di completare il lavoro di Wilder, il cui debutto è stato allo Shakespeare Theatre Company di Washington nel 2006.
Nel dicembre 2006 Ludwig presenta all'Bristol Old Vic l'adattamento de I tre moschettieri (The Three Musketeers).
Ludwig ha anche adattato L'isola del tesoro (Treasure Island) di Robert Louis Stevenson, presentato all'Alley Theatre di Houston nel maggio 2007, poi all'Haymarket Theatre di Londra dal novembre 2008, premiato nel 2009 con l'AATE Distinguished Play Award al migliore adattamento.
Nel maggio 2008 presenta all'Alley Theatre di Houston The Gershwins' An American in Paris, adattamento di Un americano a Parigi (An American in Paris) di Ira e George Gershwin.
Nall'aprile-agosto 2010 il Music Box Theatre di New York ripropone Lend Me a Tenor, per la regia di Stanley Tucci, con Anthony LaPaglia, Tony Shalhoub, Brooke Adams.
La successiva commedia di Ludwig, A Fox on the Fairway, ambientata nel mondo del golf, ha debuttato nell'ottobre 2010 al Signature Theatre di Arlington, diretto da John Rando.
The Game's Afoot è un'opera teatrale del genere giallo, protagonista l'attore elisabettiano William Gillette, uno dei primi a interpretare il personaggio di Sherlock Holmes. Il debutto è stato al Cleveland Play House nel novembre 2011, con Donald Sage Mackay nel ruolo principale e Rob McClure.
Nel 2012 vince l'Edgar Award alla migliore opera teatrale dell'anno.
La sua prima commedia per bambini, Twas The Night Before Christmas, ha debuttato il 20 novembre 2011 all'Adventure Theatre di Glen Echo.
Con il figlio Jack ha scritto Tiny Tim's Christmas Carol, adattamento del romanzo breve Canto di Natale (A Christmas Carol) di Charles Dickens, che ha debuttato il 14 novembre 2014 all'Adventure Theatre di Glen Echo.
Nel 2014 ha vinto il Falstaff Award con il suo libro How to Teach Your Children Shakespeare  nella categoria of "Best Book, Publication, or Recording".
L'opera teatrale successiva, Baskerville: A Sherlock Holmes Mystery, adattamento de Il mastino dei Baskerville di Arthur Conan Doyle, co-produzione dell'Arena Stage di Washington (dal 16 gennaio 2015) e del McCarter Theatre di Princeton (dal 13 marzo 2015). Caratteristica dello spettacolo: i 40 personaggi sono interpretati da 5 attori.
A Comedy of Tenors, seguito di Lend Me a Tenor, ambientato nella Parigi degli anni '30, era una co-produzione del Cleveland Playhouse (dal 3 ottobre 2015) e del McCarter Theatre di Princeton (dal 13 ottobre 2015).
Nel 2017 l'Agatha Christie Estate incaricava Ken Ludwig di adattare per il palcoscenico Assassinio sull'Orient Express, che ha debuttato il 14 marzo 2017 al McCarter Theatre Center di Princeton, regia di Emily Mann, con Allan Corduner (Hercule Poirot), Veanne Cox (Princess Dragomiroff), Maboud Ebrahimzadeh (Pierre Michel), Julie Halston (Mrs. Hubbard), Susannah Hoffman (Mary Debenham), Alexandra Silber (Contessa Andrenyi), Juha Sorola (Hector MacQueen), Samantha Steinmetz (Greta Ohlsson), Max von Essen (Ratchett/Col. Arburthnot) e Evan Zes (Bouc).
La nuova commedia Dear Jack, Dear Louise ha debuttato il 21 novembre 2019 all'Arena Stage di Washington. È la storia del fidanzamento dei genitori di Ken durante la Seconda guerra mondiale, quando suo padre, il capitano dell'esercito Jacob S. Ludwig, era di stanza in Oregon e iniziò a intrattenere una fitta corrispondenza con Louise Rabiner, aspirante attrice di New York. I due protagonisti erano interpretati da Jake Epstein e Amelia Pedlow.

## Opere

### Teatro
- Divine Fire (1979)
- Postmortem (1983)
- Lend Me a Tenor (1986)
- Moon Over Buffalo (1995)
- Shakespeare in Hollywood (2003)
- Twentieth Century (2004)
- Leading Ladies (2004)
- Be My Baby (2005)
- The Beaux' Stratagem (2006)
- The Three Musketeers (2006)
- Treasure Island (2007)
- The Gershwins' An American in Paris (2008)
- A Fox on the Fairway (2010)
- The Game's Afoot (2011)
- Midsummer/Jersey (2011)
- Twas The Night Before Christmas (2011)
- Tiny Tim's Christmas Carol (2014) - con Jack Ludwig
- Baskerville: A Sherlock Holmes Mystery (2015)
- A Comedy of Tenors (2015)
- Murder on the Orient Express (2017)
- Robin Hood! (2017)
- The Gods of Comedy (2019)
- Dear Jack, Dear Louise (2019)

### Musical
- Sullivan and Gilbert (1983)
- Crazy for You (1992)
- The Adventures of Tom Sawyer (2001)
- An American in Paris (2008)

### Saggistica
- How to Teach Your Children Shakespeare, Crown Pub, 2013, ISBN 9780307951496

## Riconoscimenti
- 1988 – Ottawa Critics' Circle Award alla Migliore opera teatrale per Sullivan and Gilbert
- 1992 – Tony Award al miglior musical per Crazy for You
- 1992 – Drama Desk Award al Miglior musical per Crazy for You
- Laurence Olivier Awards
  - 1993 – Miglior nuovo musical per Crazy for You
  - 2012 – Miglior revival di un musical per Crazy for You
- 1998 – Edwin Forest Award alla carriera teatrale
- Helen Hayes Award
  - 2004 – Charles MacArthur Award for Outstanding New Play or Musical per Shakespeare in Hollywood
  - 2020 – Charles MacArthur Award for Outstanding New Play or Musical per Dear Jack, Dear Louise
- 2008 – AATE Distinguished Play Award al Miglior adattamento per Treasure Island
- 2012 – Edgar Award alla Migliore opera teatrale dell'anno The Game's Afoot
- 2017 – Samuel French Award alla carriera teatrale